# Péptido del lóbulo intermedio semejante a la corticotropina
El péptido del lóbulo intermedio semejante a la corticotropina, o CLIP (del inglés: corticotropin-like intermediate peptide) es un neuropéptido corto secretada por las células corticotropas del adenohipófisis. Su precursor es la ACTH, cuyo precursor a su vez es la proopiomelanocortina.